# روي هامبتون
روي هامبتون (بالإنجليزية: Roy Hampton)‏ هو سياسي أمريكي، ولد في 1901، وتوفي في أبريل 1953.